# Fabrizio Mori (etnografo)
Fabrizio Mori (Cascina, 4 dicembre 1925 – Trequanda, 2010) è stato un etnografo e archeologo italiano, noto per i suoi studi sull'arte rupestre del Sahara.

## Biografia
Fabrizio Mori è nato il 4 dicembre 1925 a Cascina (Pisa). Consegue la Maturità classica al Collegio Navale di Venezia. Da qui all’Accademia Navale che dopo l’8 settembre viene trasportata a Brindisi. Alla fine dell’ottobre ‘43, non ancora diciottenne, lascia l’Accademia per arruolarsi volontario nel “I Raggruppamento Motorizzato Italiano”, il primo nucleo dell’Esercito regolare riorganizzato per la liberazione del Paese. L’8 dicembre partecipa alla battaglia di Montelungo dove, fra le numerose e tragiche perdite, muoiono cinque dei suoi compagni di Liceo e d’Accademia. Decorato al valor militare “sul campo”; promosso ufficiale per meriti di guerra; ottiene la cittadinanza onoraria di Rocchetta a Volturno (Isernia). Si laurea nel 1954 in Scienze Politiche presso l’Istituto Cesare Alfieri dell’Università degli Studi di Firenze, con una tesi sulle popolazioni del Sahara.
Nel 1955 l'interesse per l'area sahariana si traduce nell’organizzazione di una prima missione archeologica nel Fezzan libico dove inizia una serie di ricerche nel massiccio montuoso del Tadrart Acacus, fino ad allora inesplorato. Le sue ricerche, ricche di stupefacenti risultati, gli consentono di iniziare nel 1969 la sua carriera presso l'Università degli Studi di Roma La Sapienza. Negli anni 1972-1975 gli viene conferito l'incarico dell’insegnamento di Etnologia preistorica dell'Africa (Facoltà di Lettere e Filosofia), insegnamento istituito per le importanti ricerche condotte nel Sahara libico. Nel 1982 viene nominato professore associato per la stessa disciplina e successivamente nel 1989 nominato, a seguito di concorso, professore straordinario di Etnografia preistorica dell'Africa. Dal 1992 viene confermato professore ordinario di Etnografia preistorica dell'Africa, ruolo che ha ricoperto fino al 1997. Dal 1980, dopo una sospensione delle sue attività sul campo dovuta a gravi motivi familiari, riprende le missioni congiunte Italo-Libiche per le ricerche preistoriche nel Sahara. Nel 1992 fonda, presso “La Sapienza”, il C.I.R.S.A. (Centro Interuniversitario per la Ricerca sulle Civiltà e l'Ambiente del Sahara Antico) congiuntamente alle Università di Milano, Modena, Cassino, Pisa e Napoli l’Orientale. Tra i prestigiosi incarichi che gli vengono conferiti si annovera la presidenza della “Commission du Néolithique du Nord de l'Afrique et du Sahara” dell’UISPP (Union Internationale des Sciences Préhistoriques et Protohistoriques).
Nel 2002 viene insignito di un’alta onorificenza dalle autorità della Shaabia della regione di Ghat e Tadrart Acacus motivata dai risultati scientifici ottenuti in quella regione in quasi mezzo secolo di ricerche e di studi e anche dall'intenso rapporto comunicativo con i Tuareg che vivevano nell'area del Tadrart Acacus, a Ghat e ad Aweynat. Parallelamente all’impegno accademico e scientifico si dedica all’impegno civile. Nel 1977 fonda , a Trequanda (SI), il Centro Lorenzo Mori che accoglie minori con difficoltà di varia natura. Successivamente, nel 2003, fonda a Trequanda, l'associazione denominata “Noutopia” che si propone l'eliminazione totale delle armi e della violenza in ogni sua forma.

## Attività scientifica
Dal 1955 al 1964 organizza una serie di missioni di terreno nel Tadrart Acacus (Fezzan libico), coinvolgendo negli scavi e nelle ricognizioni diversi specialisti tra cui figura il geologo Angelo Pasa. Inaugura così un tipo di ricerca multidisciplinare i cui esiti hanno consentito di raccogliere dati fondamentali sulla cronologia del popolamento del Sahara centrale, su vari aspetti delle culture preistoriche e protostoriche e in particolare sull'arte rupestre. Inoltre si avvale della collaborazione di artisti, tra cui Ugo Furlan, Piero Guccione e Lorenzo Tornabuoni che eseguono le riproduzioni delle pitture e delle incisioni rupestri. Questa prima fase delle ricerche viene resa nota, a partire dal 1956, attraverso una serie di articoli e un libro in cui vengono sintetizzati i risultati salienti delle ricerche ed esposte le ipotesi interpretative sull'arte rupestre del Tadrart Acacus (1965).
Un suo preciso interesse riguarda fin da allora la conservazione dell'arte rupestre e delle pitture in particolare, interesse che lo ha spinto a richiedere la collaborazione sul campo di restauratori dell'Istituto Centrale per il Restauro di Roma. Dagli anni '60 inaugura una serie di mostre delle riproduzioni delle opere d'arte rupestre nelle più importanti città italiane (Firenze e Roma) ed estere (New York, Washington, Tripoli) e tiene conferenze nelle maggiori università in Europa e negli U.S.A. Successivamente, come evidenziato nel secondo libro dedicato alle ricerche nel Fezzan libico (1998), le ricerche si estendono all’altopiano del Messak Settafet ricco di migliaia di siti con incisioni. 
Nel 1985 ottiene l'inclusione del Tadrart Acacus nella lista UNESCO dei siti Patrimonio dell'umanità.
Lo studio e l'interpretazione del “fenomeno” arte rupestre secondo Fabrizio Mori richiede un approccio duplice. Le indagini multidisciplinari rivolte alla individuazione dell’identità etnica e culturale degli autori dell’arte rupestre del Sahara centrale che, secondo il suo pensiero, ha una storia molto lunga compresa tra la fine del Pleistocene e l’Olocene, si affiancano alle riflessioni di carattere antropologico e filosofico sulla ”…funzione “storica” dell’arte rupestre: sul ruolo che essa ebbe nel divenire delle varie culture, come manifestazione o “fenomeno” di un atteggiamento “estetico” che si andava affermando come una delle facoltà più importanti della specie, legata a quei bisogni non materiali che occupavano spazi sempre maggiori nella vita dei vari gruppi”(1988-1989: 479).

## Opere
- Mori F. 1956 Ricerche paletnologiche nel Fezzan, Rivista di Scienze Preistoriche, XI:211-29.
- Mori F. , Ascenzi A.1959 La mummia infantile di Uan Muhuggiag. Osservazioni antropologiche, Rivista dell'Istituto di Antropologia, XLI:125- 48.
- Mori F. 1960 Arte rupestre del Sahara libico, De Luca.
- Mori F. 1961 Aspetti di cronologia sahariana alla luce dei ritrovamenti della V missione paletnologica nell'Acacus, La Ricerca scientifica,31: 204-15.
- Mori F. 1964 Short conclusions on the discussion of the chronological problem of Saharan rock art, in Pericot Garcia L., Ripoll Perellò E. (eds.) Prehistoric art of the Western Mediterranean and the Sahara, Viking Fund Publication in Anthropology, Barcelona, 39:235-240.
- Mori F. 1965 Tadrart Acacus. Arte rupestre e culture del Sahara preistorico. Einaudi, Torino. ISBN
- Mori F. 1968 The absolute chronology of Saharan prehistoric rock art, in E. Ripoll Perelló (ed), Simposio Internacional del Arte Rupestre Barcelona 1966, Barcelona: 291–4.
- Mori F. 1971 Proposta per una attribuzione alla fine del Pleistocene delle incisioni della fase più antica dell'arte rupestre sahariana, Origini V: 7-20.
- Mori, F. 1974. The earliest Saharan rock engravings, Antiquity, XLVIII, 87-92
- Mori F. 1976 Considerazioni sull'arte preistorica sahariana. Il Tadrart Acacus. In Civiltà preistoriche del Sahara e dell'Alto Nilo, CNR, Roma.
- Mori F.1984 Prehistoric rock art in the Libyan Sahara: the result of a long biocultural process. Symposium UNESCO, Paris.
- AA.VV.1986 Arte preistorica del Sahara, De Luca, Roma.
- Mori F.1988 -1989 Funzione e senso dell'arte rupestre preistorica, Origini XIV: 479-483.
- Mori F. 1992a La fonction sacrale des abris à peintures dans le massifs centraux du Sahara. L'Acacus, Origini XV: 79-101.
- Mori F. 1992 b Le civiltà del Sahara: neolitizzazione ed antropomorfismo. In Lupacciolu M. (a cura di) Arte e culture del Sahara preistorico, Quasar, Roma: 9-20.
- Mori F.1998 The Great Civilizations of the Ancient Sahara. Neolithization and the earliest evidence of anthropomorphic religions, L'Erma di Bretschneider, Roma. ISBN 88-7062-971-6